# Area metropolitana di Bloomington-Normal
L'area metropolitana di Bloomington–Normal (Bloomington, Illinois Metropolitan Statistical Area) è un'area statistica metropolitana degli Stati Uniti d'America, compresa tra le due città di Bloomington and Normal in Illinois. Al censimento del 2010 le due municipalità combinate avevano una popolazione di 162 359 abitanti.
Fino al 2013 l'area metropolitana consisteva solo della contea di McLean. Nel 2013, l'Ufficio per la gestione e il bilancio revisionò i confini dell'area metropolitana per includere anche la contea DeWitt. Inoltre fu creata l'area statistica combinata di Bloomington–Pontiac che unisce l'area metropolitana di Bloomington-Normal con quella di Pontiac e che comprende quindi oltre alle contee di DeWitt e McLean anche quella di Livingston.